# Хофманн, Вольфганг
Вольфганг Хофманн (нем. Wolfgang Hofmann, 30 марта 1941, Кёльн, Рейнская провинция — 12 марта 2020, Кёльн, Северный Рейн-Вестфалия) — немецкий дзюдоист, серебряный призёр Олимпийских игр, двукратный чемпион Европы в личном первенстве, четырёхкратный чемпион Германии.. Обладатель 8-го дана дзюдо (2007).

## Биография
Родился в 1941 (по другим данным 1943) году в Кёльне. 6 июля 1954 года пришёл в клуб дзюдо Achilles в Кёльне. Уже в 1955 году завоевал звание чемпиона Германии среди юношей, затем до 1959 года ещё завоевал этот титул четыре раза подряд.
Выступал на Летних Олимпийских играх 1964 года в Токио, практически не имея опыта международных турниров. Боролся в категории до 80 килограммов. В его категории боролись 25 спортсменов. Соревнования велись по круговой системе в группах и затем по олимпийской системе. Борцы были разделены на восемь групп по три человека в каждой (в одной четыре). Победитель группы выходил в четвертьфинал, после чего соревнования велись с выбыванием после поражения.

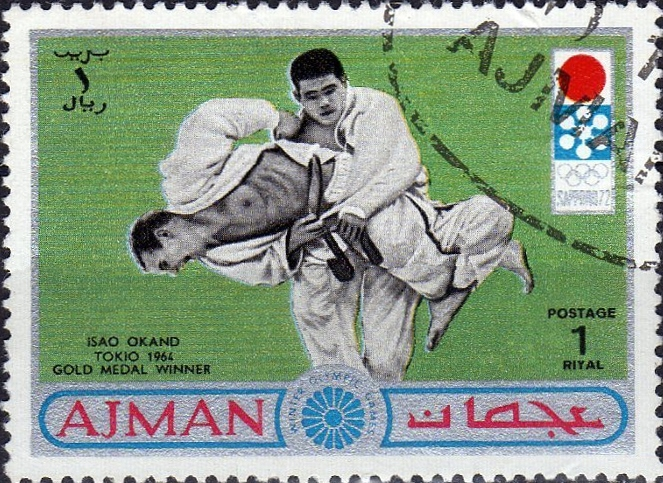
Момент встречи Исао Окано и Вольфганга Хофманна, запечатлённый на марке эмирата Аджман

Хофманн смог дойти до финала, где, проиграв удержанием Исао Окано, завоевал серебряную медаль Олимпийских игр. Момент встречи Хофманна с Окано запечатлён на почтовых марках эмирата Аджман 1964 года и 1972 года (причём в 1972 году этим же рисунком с фотографии проиллюстрирована марка, посвященная победе Синобу Сэкине)
Закончил карьеру в большом спорте в 1973 году.
Окончил спортивный институт Кёльна; также получил высшее образование в Японии, с 1961 по 1963 год обучался в Кодокане. Тренер-преподаватель, автор пособия Judo — Grundlagen des Stand- und Bodenkampfes (1978)
Кавалер Серебряного лаврового листа (1964)

## Достижения
| Год  | Соревнование                 | Категория                | Место |
| ---- | ---------------------------- | ------------------------ | ----- |
| 1959 | German Open                  | открытая категория       |       |
| 1959 | German Open                  | среди обладателей 2 дана |       |
| 1964 | Олимпийские игры             | до 80                    |       |
| 1964 | German Open                  | до 80                    |       |
| 1965 | Polish Open                  | до 80                    |       |
| 1965 | Чемпионат Германии           | до 80                    |       |
| 1965 | Чемпионат Европы             | до 80                    |       |
| 1966 | Чемпионат Германии           | до 80                    |       |
| 1966 | German Open                  | до 80                    |       |
| 1967 | German Open                  | до 80                    |       |
| 1967 | German Open                  | открытая                 |       |
| 1968 | Чемпионат Европы             | до 80                    |       |
| 1968 | Чемпионат Европы (в команде) | до 80                    |       |
| 1968 | German Open                  | до 80                    |       |
| 1969 | Чемпионат Германии           | до 80                    |       |
| 1969 | Чемпионат Европы (в команде) | до 80                    |       |
| 1969 | Чемпионат мира               | до 80                    | 7     |
| 1973 | Polish Open                  | до 80                    |       |